# Anagapetus bernea
Anagapetus bernea là một loài Trichoptera trong họ Glossosomatidae. Chúng phân bố ở miền Tân bắc.